# Troisdorf
Troisdorf er en by i Tyskland i delstaten Nordrhein-Westfalen med cirka 75.000 indbyggere. Byen ligger i kreisen Rhein-Sieg-Kreis.
Troisdorf ligger cirka 22 km syd for Köln og 13 km nordøst for Bonn.

## Historie
De første bosætninger i området går tilbage til 800- og 900-tallet og i bydelen Bergheim blev den første kirke bygget omkring år 700.
I 1952 blev Troisdorf en fri by, og i 1969 blev byområdet udvidet med bydistriktet Sieglar og landsbyerne Altenrath og Friedrich-Wilhelms-Hütte.
Cirka 9600 udlændinge bor i Troisdorf. De to største grupper er tyrkere og grækere.